# Perperikon

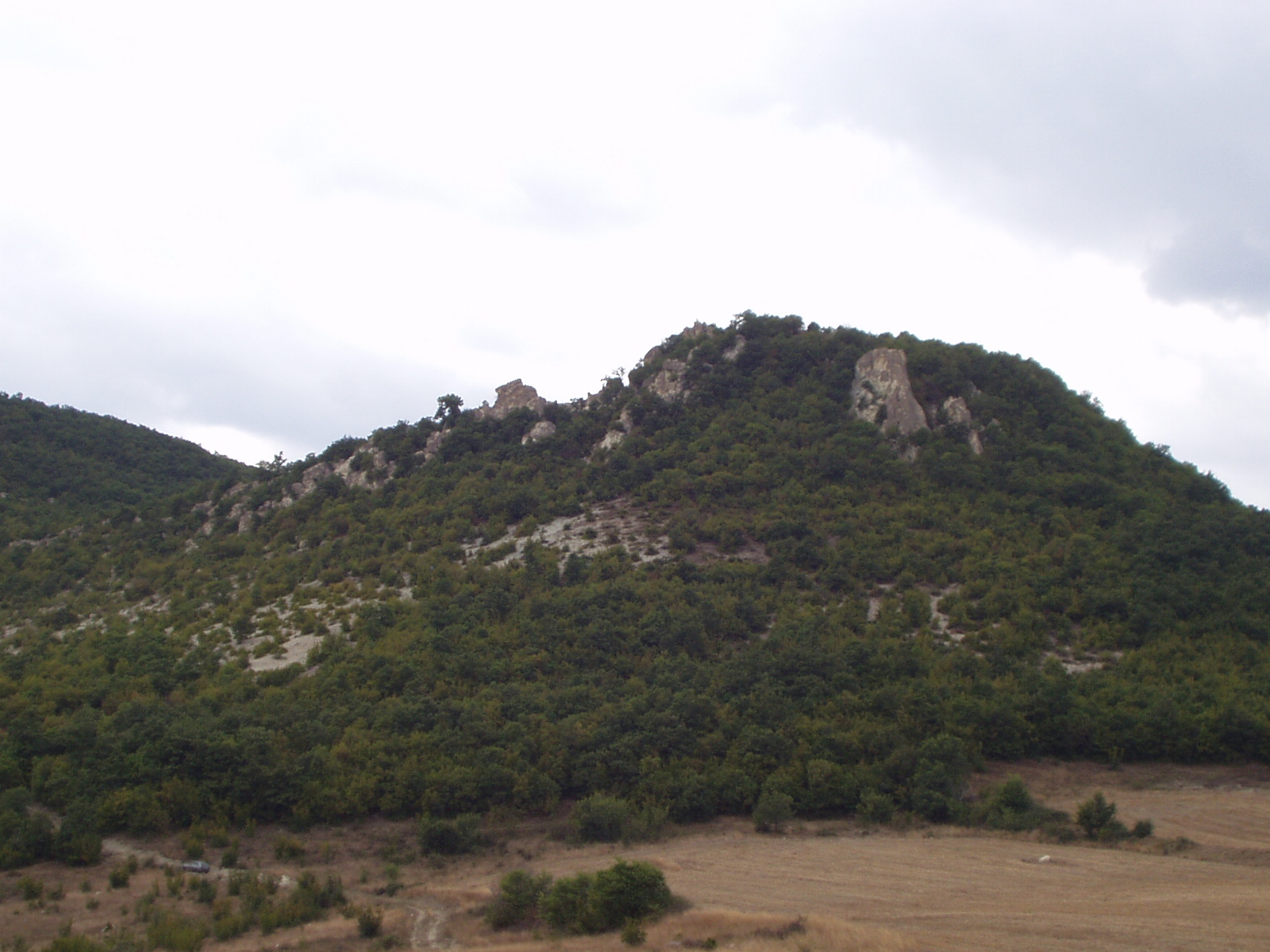
Perperikon

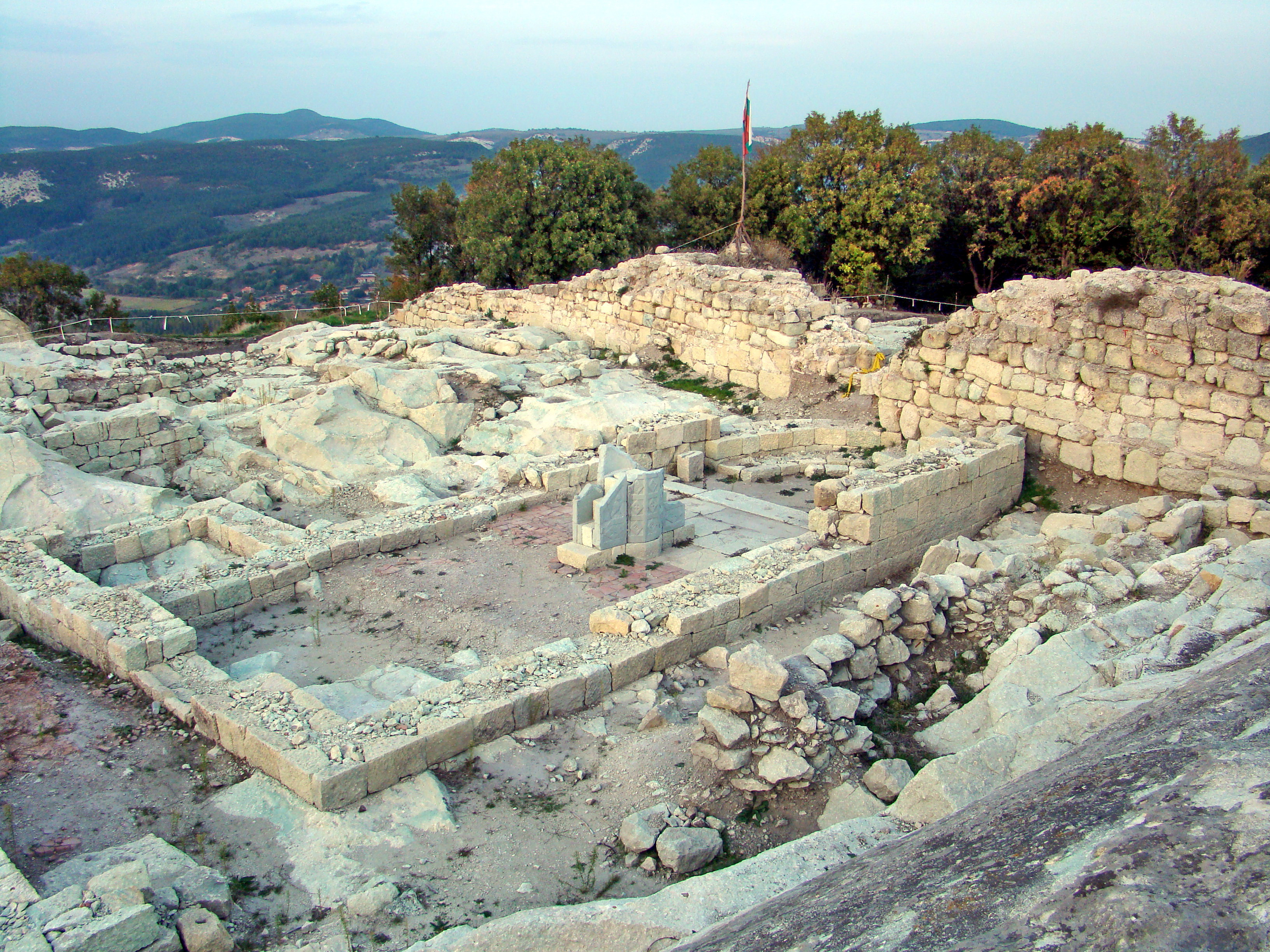
Ruiny świątyni z pozostałościami ambony

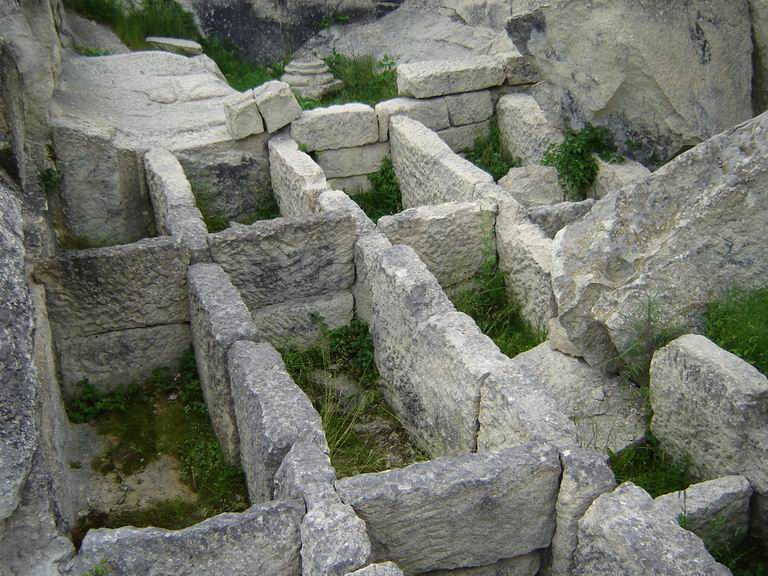
Grobowce

Perperikon także Hyperperakion i  Perperakion – wyciosane w skałach wschodnich Rodopów starożytne miasto, funkcjonujące w okresie od neolitu (II tys. p.n.e.) do końca drugiego państwa bułgarskiego (XIV w.), ok. 16 km od miasta Kyrdżali, obecnie stanowisko archeologiczne; uważane za największy zespół megalityczny na Bałkanach.  

## Położenie
Perperikon znajduje się na skale (470 m n.p.m.) we wschodnich Rodopach, ok. 16 km od miasta Kyrdżali.  

## Historia
Pierwsze ślady praktyk religijnych w Perperikonie datowane są na wczesną epokę żelaza. Z tego okresu pochodzi wykuty w skale owalny ołtarz o średnicy ok. 2 m. Najprawdopodobniej z tego samego okresu pochodzą nisze skalne, gdzie prowadzono proces produkcji soku z winogron i wina. 
Najprawdopodobniej pierwsza wzmianka o Perperikonie pochodzi z pism Herodota, który wspomina sanktuarium w Rodopach w opisie kampanii perskiego króla Kserksesa I przeciwko Grekom w 480 r. p.n.e. Herodot pisał o wyroczni, której proroctwa były tak samo wiarygodne jak te wyroczni delfickiej. Wyrocznia w Rodopach miała przepowiedzieć Aleksandrowi Macedońskiemu w IV w. p.n.e. podbój świata, w I w. p.n.e. podboje Oktawiana Augusta. Podczas wykopalisk w Perperikonie odkryto kompleks architektoniczny z fortecą i akropol z sanktuarium.
Miasto funkcjonowało w okresie od neolitu (II tys. p.n.e.) do końca drugiego państwa bułgarskiego (XIV w.). W IV w. n.e. zostało spalone przez Gotów. Po przejściu Bessów na chrześcijaństwo w V w., Perperikon przechodził kolejne lata rozkwitu. W XIII w. miasto zostało zajęte przez Bizancjum, po czym odzyskane na krótko przez cara Michała I Asena, ponownie stracone i odbite przez cara Iwana Aleksandra. W latach 40. i 50. XIV w. wszystkie fortece w Rodopach przeszły w ręce najemników osmańskich. Perperikon pozostawał przez lata zapomniany. 
W roku 2000 zaczęto prowadzić tu zakrojone na wielką skalę prace archeologiczne i rekonstrukcyjne.

## Opis
Perperikon uważany jest za największy zespół megalityczny na Bałkanach. Składa się z fortecy, akropolu na szczycie wzgórza, pałacu lub świątyni oraz dwóch miast zewnętrznych, na północnym i południowym stoku wzgórza.     
Skaliste wzgórze otaczają masywne mury fortecy. Na jego szczycie znajduje się akropol, przy czym wiele odkrytych tu budynków nie zostało jeszcze zidentyfikowanych. Do dziś zachowały się ich partery wykute w skale z widocznymi zagłębieniami na drzwi. Pomiędzy pozostałościami budynków znajdują  się ulice zachowane w bardzo dobrym stanie. 
We wschodniej części akropolu odkryto pozostałości świątyni, najprawdopodobniej poświęconej Dionizosowi, która w IV–V w. służyła jako kościół chrześcijański. O funkcji chrześcijańskiej świadczy półkolista apsyda w jej wschodniej części, portal w części zachodniej oraz nienaruszona, bogato zdobiona ornamentami ambona. Na skale widoczny jest orzeł z rozpostartymi skrzydłami oraz inskrypcje w języku greckim, najprawdopodobniej teksty liturgiczne. Kościół najprawdopodobniej funkcjonował do XII w., kiedy został zniszczony przez barbarzyńców. Od świątyni do centrum akropolu prowadziła aleja wyznaczona kolumnami, których pozostałości zachowały się do dziś.  
Ponadto na wzgórzu odkryto pozostałości dwóch bram po stronie wschodniej i zachodniej. Natomiast w części południowej, 30 m pod akropolem, odnaleziono pozostałości ogromnego kompleksu, do którego prowadzi wykuta w skale, wąska aleja o długości ok. 100 m. Kompleks mógł być pałacem lub siedzibą wyroczni. Zajmował powierzchnię 1700 m² i miał przynajmniej dwa piętra, przy czym do dziś zachowały się pozostałości wykutego w skale parteru z 50 pomieszczeniami. 
W odległości 30 m od kompleksu znajdują się pozostałości wielkiej hali ceremonialnej. Jej zachodnia cześć jest wykuta w skale. W hali zachowały się pozostałości tronu i ław, nisz nieznanego przeznaczenia oraz systemu kanalizacyjnego. W zachodniej części kompleksu odkryto dwie krypty grobowe, z pięcioma i piętnastoma sarkofagami.